# Natação no Campeonato Europeu de Esportes Aquáticos de 2018 - 100 m livre masculino
A prova dos 100 metros livre masculino da natação no Campeonato Europeu de Esportes Aquáticos de 2018 ocorreu nos dias 4 e 5 de agosto no Tollcross International Swimming Centre, em Glasgow no Reino Unido. 

## Calendário
| Fase          | Data        | Hora  |
| ------------- | ----------- | ----- |
| Eliminatórias | 4 de agosto | 09:30 |
| Semifinal     | 4 de agosto | 17:24 |
| Final         | 5 de agosto | 17:20 |

Todos os horários estão no horário local (UTC+0)

## Recordes
Antes desta competição, os recordes eram os seguintes:
|                       | Nadador       | Tempo | Local     | Data                |
| --------------------- | ------------- | ----- | --------- | ------------------- |
| Recorde mundial       | César Cielo   | 46.91 | Roma      | 30 de julho de 2009 |
| Recorde europeu       | Alain Bernard | 47.12 | Roma      | 30 de julho de 2009 |
| Recorde do campeonato | Alain Bernard | 47.50 | Eindhoven | 22 de março de 2008 |

## Medalhistas
| Ouro                     | Prata              | Bronze              |
| Alessandro Miressi (ITA) | Duncan Scott (GBR) | Mehdy Metella (FRA) |

## Resultados

### Eliminatórias
Esses foram os resultados das eliminatórias. 
| Pos. | Bateria | Raia | Nadador                | Nacionalidade        | Tempo | Notas |
| ---- | ------- | ---- | ---------------------- | -------------------- | ----- | ----- |
| 1    | 7       | 6    | Vladislav Grinev       | Rússia               | 48.38 | Q     |
| 2    | 9       | 5    | Alessandro Miressi     | Itália               | 48.53 | Q     |
| 3    | 8       | 3    | Danila Izotov          | Rússia               | 48.57 | Q     |
| 4    | 9       | 4    | Mehdy Metella          | França               | 48.62 | Q     |
| 5    | 8       | 4    | Vladimir Morozov       | Rússia               | 48.75 |       |
| 6    | 7       | 5    | Sergii Shevtsov        | Ucrânia              | 48.78 | Q     |
| 7    | 7       | 4    | Duncan Scott           | Reino Unido          | 48.87 | Q     |
| 8    | 4       | 4    | Bruno Blašković        | Croácia              | 48.88 | Q     |
| 9    | 8       | 6    | Damian Wierling        | Alemanha             | 48.93 | Q     |
| 9    | 9       | 3    | Nándor Németh          | Hungria              | 48.93 | Q     |
| 11   | 5       | 1    | Simonas Bilis          | Lituânia             | 49.00 | Q     |
| 12   | 8       | 5    | Dominik Kozma          | Hungria              | 49.11 | Q     |
| 13   | 9       | 6    | Luca Dotto             | Itália               | 49.13 | Q     |
| 14   | 8       | 2    | Jérémy Stravius        | França               | 49.16 | Q     |
| 15   | 8       | 0    | Nyls Korstanje         | Países Baixos        | 49.20 | Q     |
| 16   | 9       | 1    | Lorenzo Zazzeri        | Itália               | 49.25 |       |
| 17   | 8       | 8    | Kyle Stolk             | Países Baixos        | 49.27 | Q     |
| 18   | 9       | 2    | Velimir Stjepanović    | Sérvia               | 49.32 | Q     |
| 19   | 7       | 3    | Kacper Majchrzak       | Polónia              | 49.33 |       |
| 20   | 9       | 8    | Stan Pijnenburg        | Países Baixos        | 49.36 |       |
| 21   | 9       | 7    | Ivan Kuzmenko          | Rússia               | 49.43 |       |
| 22   | 6       | 4    | Maxime Grousset        | França               | 49.51 |       |
| 23   | 7       | 9    | Christoffer Carlsen    | Suécia               | 49.63 |       |
| 24   | 8       | 7    | Richárd Bohus          | Hungria              | 49.71 |       |
| 25   | 7       | 8    | Jan Hołub              | Polónia              | 49.75 |       |
| 26   | 6       | 8    | Andrej Barna           | Sérvia               | 49.76 |       |
| 27   | 9       | 9    | Mislav Sever           | Croácia              | 49.78 |       |
| 28   | 6       | 2    | Markus Lie             | Noruega              | 49.79 |       |
| 29   | 5       | 7    | Uroš Nikolić           | Sérvia               | 49.84 |       |
| 30   | 7       | 0    | Jakub Kraska           | Polónia              | 49.90 |       |
| 31   | 5       | 4    | Odysseus Meladinis     | Grécia               | 49.94 |       |
| 31   | 5       | 8    | Bernhard Reitshammer   | Áustria              | 49.94 |       |
| 33   | 6       | 1    | Péter Holoda           | Hungria              | 49.96 |       |
| 34   | 6       | 0    | Jasper Aerents         | Bélgica              | 49.97 |       |
| 35   | 4       | 7    | Niksa Stojkovski       | Noruega              | 49.99 |       |
| 35   | 7       | 2    | Ivano Vendrame         | Itália               | 49.99 |       |
| 37   | 3       | 4    | Craig McLean           | Reino Unido          | 50.00 |       |
| 38   | 6       | 3    | Valentin Borisavljevic | Bélgica              | 50.02 |       |
| 38   | 8       | 9    | Emmanuel Vanluchene    | Bélgica              | 50.02 |       |
| 40   | 5       | 6    | Alexander Trampitsch   | Áustria              | 50.06 |       |
| 41   | 3       | 3    | Ivan Lenđer            | Sérvia               | 50.17 |       |
| 42   | 7       | 1    | David Cumberlidge      | Reino Unido          | 50.23 |       |
| 43   | 5       | 3    | Isak Eliasson          | Suécia               | 50.27 |       |
| 44   | 4       | 5    | Julien Henx            | Luxemburgo           | 50.30 |       |
| 45   | 5       | 9    | Ziv Kalontarov         | Israel               | 50.33 |       |
| 46   | 6       | 7    | Jordan Sloan           | Irlanda              | 50.34 |       |
| 47   | 6       | 6    | Calum Jarvis           | Reino Unido          | 50.37 |       |
| 48   | 5       | 0    | Meiron Cheruti         | Israel               | 50.40 |       |
| 49   | 6       | 9    | David Gamburg          | Israel               | 50.42 |       |
| 50   | 5       | 2    | Viktar Krasochka       | Bielorrússia         | 50.54 |       |
| 51   | 6       | 5    | Björn Seeliger         | Suécia               | 50.55 |       |
| 52   | 2       | 7    | Daniel Zaitsev         | Estónia              | 50.65 |       |
| 53   | 3       | 2    | Povilas Strazdas       | Lituânia             | 50.67 |       |
| 54   | 4       | 1    | Robert Powell          | Irlanda              | 50.71 |       |
| 54   | 4       | 3    | Tomas Sungaila         | Lituânia             | 50.71 |       |
| 56   | 4       | 8    | Kemal Arda Gürdal      | Turquia              | 50.73 |       |
| 57   | 4       | 2    | Anton Herrala          | Finlândia            | 50.75 |       |
| 58   | 2       | 4    | Doğa Çelik             | Turquia              | 50.80 |       |
| 59   | 3       | 7    | Yalım Acımış           | Turquia              | 50.84 |       |
| 60   | 3       | 0    | Jan Šefl               | Chéquia              | 50.88 |       |
| 61   | 4       | 9    | Gustaf Dahlman         | Suécia               | 50.93 |       |
| 62   | 4       | 0    | Emir Muratović         | Bósnia e Herzegovina | 50.95 |       |
| 63   | 3       | 5    | Teemu Vuorela          | Finlândia            | 51.04 |       |
| 64   | 3       | 1    | İskender Başlakov      | Turquia              | 51.27 |       |
| 65   | 3       | 8    | Anton Latkin           | Bielorrússia         | 51.44 |       |
| 65   | 3       | 6    | Nikola Miljenić        | Croácia              | 51.44 |       |
| 67   | 2       | 3    | Artur Barseghyan       | Armênia              | 51.54 |       |
| 68   | 2       | 1    | Georgia Biganishvili   | Geórgia              | 51.58 |       |
| 69   | 3       | 9    | Nikita Tsernosev       | Estónia              | 51.61 |       |
| 70   | 2       | 5    | Andri Aedma            | Estónia              | 51.73 |       |
| 71   | 2       | 0    | Teimuraz Kobakhidze    | Geórgia              | 51.91 |       |
| 72   | 2       | 6    | Marko-Matteus Langel   | Estónia              | 51.95 |       |
| 73   | 5       | 5    | Ari-Pekka Liukkonen    | Finlândia            | 51.96 |       |
| 74   | 2       | 2    | Adam Halas             | Eslováquia           | 52.09 |       |
| 75   | 2       | 8    | Matthew Zammit         | Malta                | 52.45 |       |
| 76   | 1       | 5    | Vladimir Mamikonyan    | Armênia              | 53.89 |       |
| 77   | 2       | 9    | Matthew Galea          | Malta                | 53.90 |       |
| 78   | 1       | 3    | Gianluca Pasolini      | San Marino           | 54.51 |       |
| 79   | 1       | 4    | Cristian Santi         | San Marino           | 54.60 |       |
| 80   | 1       | 7    | Deni Baholli           | Albânia              | 55.60 |       |
| 81   | 1       | 6    | Dren Ukimeraj          | Kosovo               | 56.69 |       |
| 82   | 1       | 2    | Dijon Kadriju          | Kosovo               | 56.86 |       |
| 83   | 1       | 1    | Ruben Gharibyan        | Armênia              | 57.53 |       |
| —    | 1       | 8    | Vahan Mkhitaryan       | Armênia              | DNS   | DNS   |
| —    | 4       | 6    | Denis Loktev           | Israel               | DNS   | DNS   |
| —    | 7       | 7    | Kristian Golomeev      | Grécia               | DNS   | DNS   |
| —    | 8       | 1    | Jesse Puts             | Países Baixos        | DNS   | DNS   |
| —    | 9       | 0    | Konrad Czerniak        | Polónia              | DNS   | DNS   |

### Semifinal
Esses foram os resultados das semifinais. 
Semifinal 1
| Pos. | Raia | Nadador             | Nacionalidade | Tempo | Notas |
| ---- | ---- | ------------------- | ------------- | ----- | ----- |
| 1    | 4    | Alessandro Miressi  | Itália        | 48.21 | Q     |
| 2    | 5    | Mehdy Metella       | França        | 48.41 | Q     |
| 3    | 6    | Nándor Németh       | Hungria       | 48.58 | Q     |
| 4    | 3    | Duncan Scott        | Reino Unido   | 48.62 | Q     |
| 5    | 7    | Luca Dotto          | Itália        | 48.76 | Q     |
| 6    | 8    | Velimir Stjepanović | Sérvia        | 48.93 |       |
| 7    | 2    | Simonas Bilis       | Lituânia      | 49.08 |       |
| 8    | 1    | Nyls Korstanje      | Países Baixos | 49.33 |       |

Semifinal 2
| Pos. | Raia | Nadador          | Nacionalidade | Tempo | Notas |
| ---- | ---- | ---------------- | ------------- | ----- | ----- |
| 1    | 4    | Vladislav Grinev | Rússia        | 48.58 | Q     |
| 2    | 3    | Sergii Shevtsov  | Ucrânia       | 48.72 | Q     |
| 3    | 6    | Bruno Blašković  | Croácia       | 48.90 | Q     |
| 4    | 5    | Danila Izotov    | Rússia        | 48.92 |       |
| 5    | 2    | Damian Wierling  | Alemanha      | 48.96 |       |
| 6    | 7    | Dominik Kozma    | Hungria       | 49.15 |       |
| 6    | 1    | Jérémy Stravius  | França        | 49.15 |       |
| 8    | 8    | Kyle Stolk       | Países Baixos | 49.32 |       |

### Final
Esse foi o resultado da final. 
| Pos.              | Raia | Nadador            | Nacionalidade | Tempo | Notas |
| ----------------- | ---- | ------------------ | ------------- | ----- | ----- |
| Medalha de ouro   | 4    | Alessandro Miressi | Itália        | 48.01 |       |
| Medalha de prata  | 2    | Duncan Scott       | Reino Unido   | 48.23 |       |
| Medalha de bronze | 5    | Mehdy Metella      | França        | 48.24 |       |
| 4                 | 3    | Vladislav Grinev   | Rússia        | 48.36 |       |
| 5                 | 1    | Luca Dotto         | Itália        | 48.45 |       |
| 6                 | 6    | Nándor Németh      | Hungria       | 48.55 |       |
| 7                 | 7    | Sergii Shevtsov    | Ucrânia       | 48.74 |       |
| 8                 | 8    | Bruno Blašković    | Croácia       | 49.02 |       |

Legenda
| Recorde mundial       | Recorde mundial (World record)               |                       | Recorde africano                      | Recorde africano (African) |                                           | Q | Classificado por posição (Qualified) |
| Recorde do campeonato | Recorde do campeonato (Championship record)  | Recorde da América    | Recorde da América (Americas)         | q                          | Classificado por melhor tempo (Qualified) |   |                                      |
| Melhor marca do ano   | Melhor marca do ano (World leading)          | Recorde asiático      | Recorde asiático (Asian)              | DNS                        | Não largou (Did not start)                |   |                                      |
| Recorde nacional      | Recorde nacional (National record)           | Recorde europeu       | Recorde europeu (European)            | DNF                        | Não terminou (Did not finish)             |   |                                      |
| Recorde pessoal       | Recorde pessoal do atleta (Personal best)    | Recorde da Oceania    | Recorde da Oceania (Oceania)          | DSQ / DQ                   | Desclassificado (Disqualified)            |   |                                      |
| Recorde da temporada  | Recorde da temporada do atleta (Season best) | Recorde sul-americano | Recorde sul-americano (South America) | NM                         | Sem marca (No mark)                       |   |                                      |